# Олександра Федорівна (Аліса Гессенська)
Олександра Федорівна (рос. Александра Фёдоровна; 6 червня 1872 — 17 липня 1918) — остання російська імператриця 1894–1917, дружина Миколи II. Уроджена принцеса Гессенська, онука англійської королеви Вікторії. Повне родове ім'я при народженні (до прийняття православ'я) Аліса-Вікторія-Гелена-Луїза-Беатриса (Alix Viktoria Helene Luise Beatrix). Але в сім'ї її називали лише одним ім'ям — Аліса. Молодша дочка Великого герцога Гессенського-Дармштадського Людвіга та дочки Королеви Вікторії, Аліси Великобританської.

## Біографія

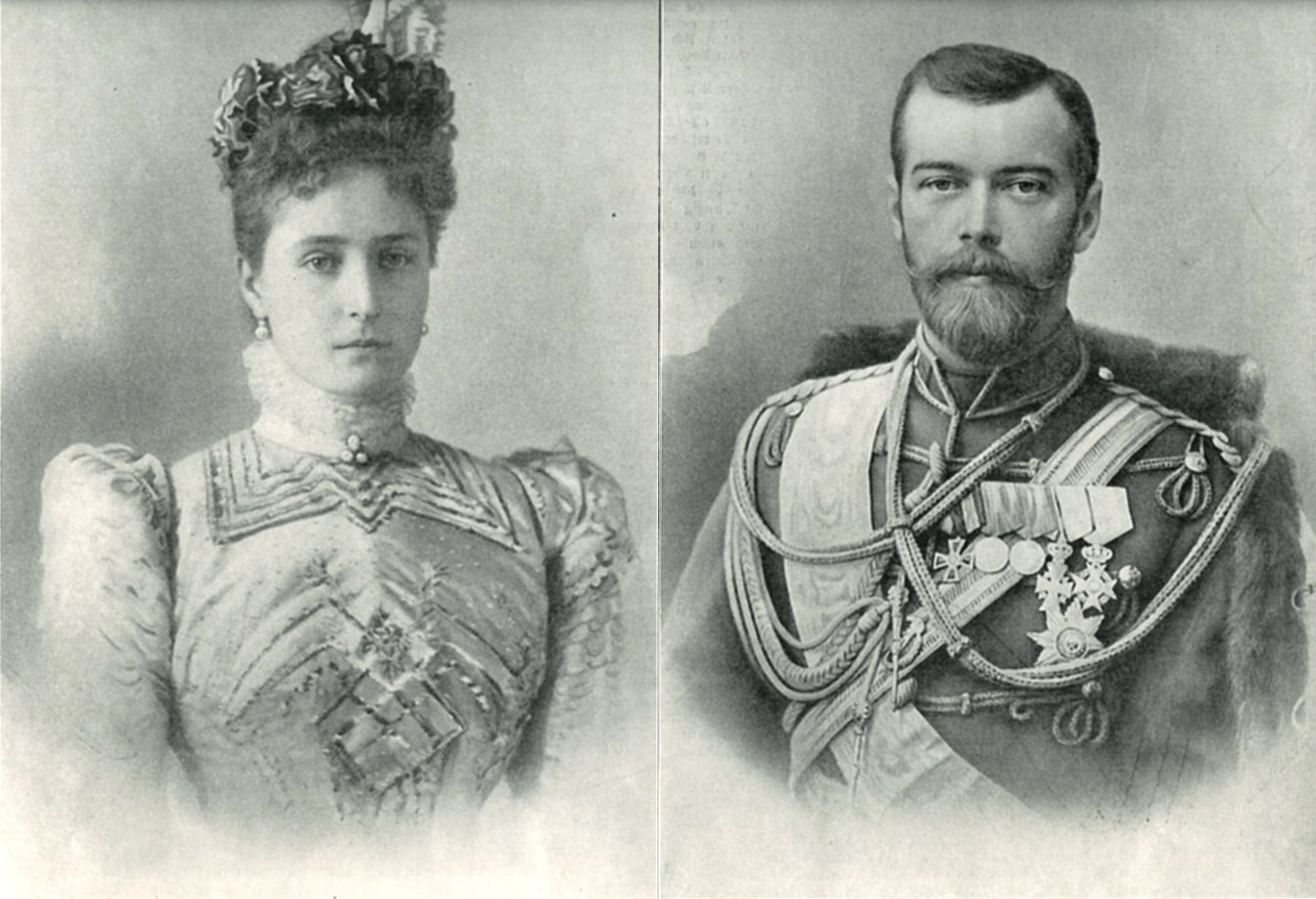
Із чоловіком на світлині, 1901

Народилась 25 травня 1872 року. Коли їй було 9 років, померла її мати, і онуку взяла на виховання королева Вікторія. Її виховували в англійських традиціях.
У 1893 році її посватав спадкоємець російського престолу царевич Микола Олександрович. Спочатку Аліса не бажала вступати в шлюб через те, що вона була вірянкою протестантської церкви й противилася зміні релігії. Але все ж таки в 1894 році стала дружиною Миколи Олександровича. У шлюбі народила дочок Ольгу, Тетяну, Марію й Анастасію та сина Олексія.
З 1907 року потрапила під вплив Григорія Распутіна, який намагався лікувати її сина, спадкоємця престолу Олексія, від гемофілії.
Убита разом з дочками, сином, чоловіком і слугами в Єкатеринбурзі після Жовтневого перевороту 1917 року. Перепохована в Петропавлівській фортеці в Петербурзі.

## Родина
Чоловік — Микола II, російський імператор
Діти:
- Ольга (1895—1918) — велика княжна, розстріляна разом із сім'єю в будинку Іпатьєва.
- Тетяна (1897—1918) — велика княжна, розстріляна разом із сім'єю в будинку Іпатьєва.
- Марія (1899—1918) — велика княжна, розстріляна разом із сім'єю в будинку Іпатьєва.
- Анастасія (1901—1918) — велика княжна, розстріляна разом із сім'єю в будинку Іпатьєва.
- Олексій (1904—1918) — спадкоємець імператорського трону, розстріляний разом із сім'єю в будинку Іпатьєва.

## Нагороди
- Орден Святої Катерини;
- Королівський орден Вікторії та Альберта I класу.